# 普賴爾萊克 (明尼蘇達州)
普賴爾萊克（英語：Prior Lake）是一個位於美國明尼蘇達州斯科特縣的城市。

## 人口
根據2020年美國人口普查的數據，普賴爾萊克的面積為50.57平方千米，當中陸地面積為42.16平方千米，而水域面積為8.41平方千米。當地共有人口27617人，而人口密度為每平方千米546人。